# Celle
Celle je město ležící v německém Dolním Sasku přibližně 40 kilometrů od města Hannover. Jedná se o správní centrum okresu Celle. Městem protéká řeka Aller, která se vlévá do Vezery.

## Historie
První zmínka pochází z roku 993, dochovaná v zakládací listině biskupství Hildesheim, kde je toto místo pojmenováno Kellu. Díky dobrému hospodářskému postavení obdrželo Celle roku 1248 městská práva. Avšak tyto práva se týkala jen dnešní městské části Altencelle, které však později nabralo spíše vesnického rázu. Staré osídlení bylo přesídleno kvůli nedostačující hloubce řeky na jiné místo. Zásluhu na založení nového Celle má Ota II., který roku 1292 snížil daně pro poddané, kteří se přestěhují dobrovolně ze starého města do nového. Tato listina je dnes brána je zakládací listina města. Původní město se rozkládalo mezi dnešními ulicemi Weiẞer Wall, Nordwall, Stechbahn a Zöllnerstraẞe. Krátce po založení vznikla i radnice a kostel – obě stavby ve svých základech dodnes ukrývají zbytky původního zdiva. Od roku 1433 se stalo Celle stálou rezidencí Brunšvicko-lüneburského vévodství. Roku 1452 založil Jindřich II. františkánský klášter. Kolem roku 1530 nechal vévoda Erik I. město opevnit městskými hradbami, které byly po třicetileté válce ještě ztvrzeny šancemi před městskými branami.
Roku 1864 žilo v centru 5309 obyvatel, ale společně s předměstími to bylo již 9613.
Ve 30. letech 20. století se k městu připojilo pár okolních vesnic. Tím opět došlo k razantnímu nárůstu obyvatel (38.000). Po druhé světové válce díky přílivu emigrantů z východu vzrostl počet obyvatel na 76 tisíc.

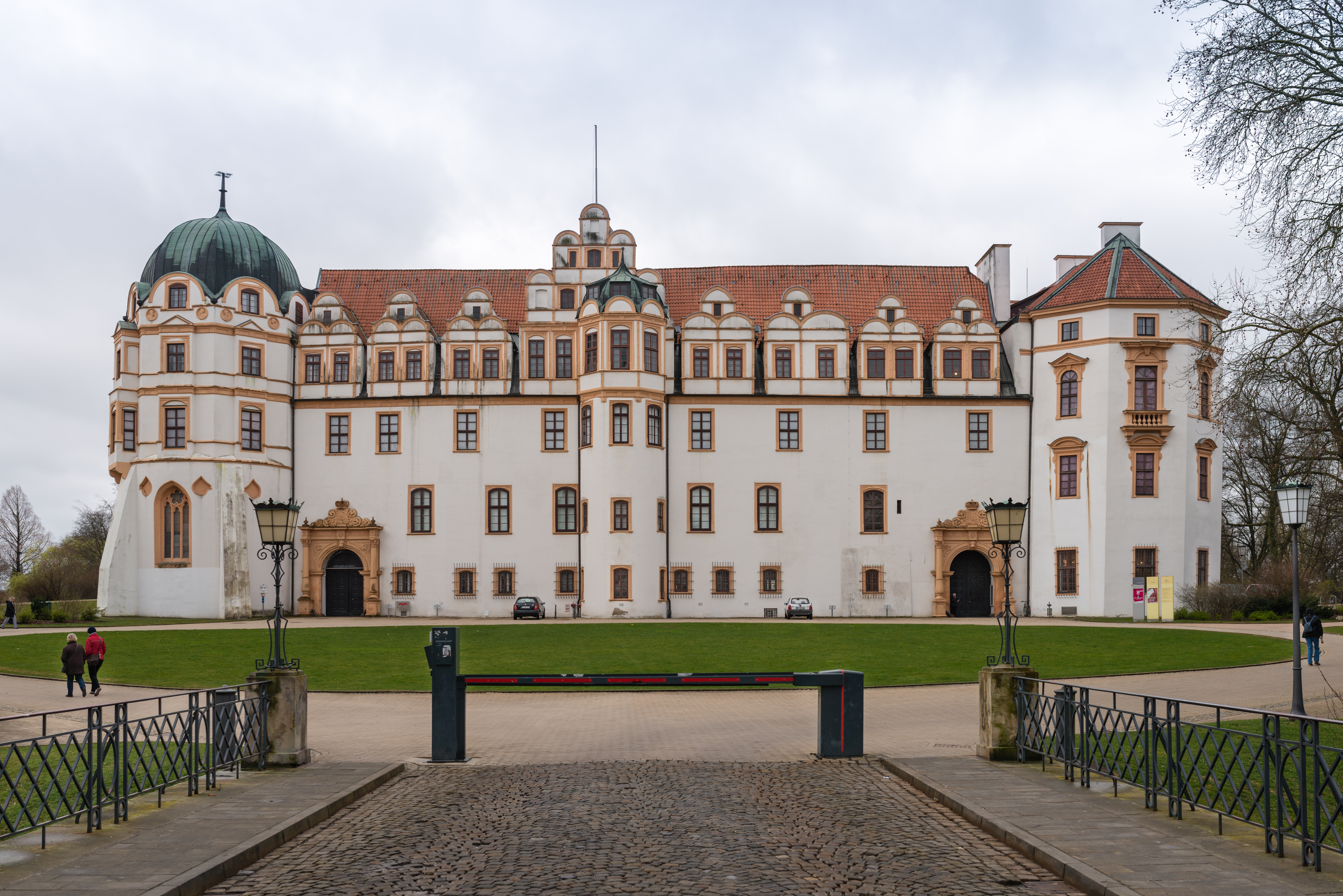
Zámek Celle

## Pamětihodnosti
- Zámek Celle
- Synagoga
- Francouzská zahrada
- Kostel svaté Marie
- Hoppener Haus
- Bomann Museum
- Haesler Museum
- Stechinelli Haus

## Místní části
- Altencelle
- Altenhagen
- Blumlage/Altstadt
- Bostel
- Boye
- Garßen
- Groß Hehlen
- Hehlentor
- Hustedt
- Klein Hehlen
- Lachtehausen
- Neuenhäusen
- Neustadt/Heese
- Scheuen
- Vorwerk
- Westercelle
- Wietzenbruch

## Osobnosti města
- Éléonore Desmier d'Olbreuse (1639–1722) , francouzská šlechtična, sňatkem brunšvicko-lüneburská vévodkyně
- Žofie Dorotea z Celle (1666–1726), brunšvicko-lüneburská princezna, sňatkem hannoverská kurfiřtka a nekorunovaná královna Velké Británie
- Karolina Matylda Hannoverská (1751–1775), britská princezna, dánská a norská královna jako manželka Kristiána VII.
- Karl Friedrich Ludwig Goedeke (1814–1887), spisovatel, bibliograf a literární historik
- Endrik Wottrich (1964–2017), operní pěvec
- Matthias Blazek (* 1966), historik a žurnalista
- Frauke Eickhoffová (* 1967), judistka
- Christian Oliver (* 1975), herec
- Anja von Rekowskiová (* 1975), judistka
- Dustin Brown (* 1984), jamajský tenista

## Partnerská města
- Celle Ligure, Itálie
- Hämeenlinna, Finsko
- Holbæk, Dánsko
- Kwidzyn, Polsko
- Mazkeret Batja, Izrael
- Meudon, Francie
- Quedlinburg, Německo
- Sumy, Ukrajina
- Tavistock, Spojené království
- Tulsa, USA
- Ťumeň, Rusko